# Référendum constitutionnel comorien de 2018
Un référendum constitutionnel  a lieu aux Comores le 30 juillet 2018. La population est amenée à se prononcer sur un projet de réforme de la constitution, qu'elle approuve à 92,34 % des voix.

## Contexte

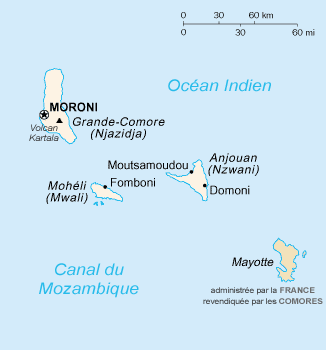
Archipel des Comores.

Le projet, porté par le président Azali Assoumani, propose notamment de modifier à son avantage le système de rotation de la présidence du pays qui impose que les candidats soient tour à tour originaires de l'une des principales îles de l'archipel : Anjouan, Grande Comore, Mohéli et en théorie Mayotte.
L'actuel système consiste en effet à recourir à une élection en deux temps unique en son genre. Dans un premier temps, les candidats ainsi que les électeurs d'une seule île participent à une primaire pour désigner les candidats à la présidence. Puis, les trois candidats ayant recueilli le plus de voix sont les seuls à pouvoir se présenter à la présidentielle en elle même, au cours de laquelle l'ensemble de la population de l'archipel participe, et est ainsi élu président de l'Union celui qui recueille le plus de voix. La durée du mandat est de cinq ans (quatre avant une réforme constitutionnelle en 2009), non renouvelable de manière consécutive car le premier tour ne peut s'organiser deux fois successives dans la même île, en accord avec l'article 13 de la constitution comorienne,. 
Azali Assoumani, qui ne devrait ainsi pouvoir se représenter que passé un délai de dix ans, propose entre autres de modifier les termes de cette rotation inscrite dans la constitution, particularité dont il est pourtant lui-même l'auteur, l'ayant instituée dans la constitution de décembre 2001 après son coup d'État en 1999. Candidat de Grande Comores, élu pour un premier mandat de quatre ans de 2002 à 2006, il en remporte un second en avril 2016. Avant 2001, les Comores ont été le théâtre de plus de vingt coups d'État ou tentative de coup d'État depuis leur indépendance de la France en 1975.
Au cours des premiers mois de 2018, Assoumani entreprend de larges consultations avec des représentants de la société civile sur le contenu de réformes constitutionnelles. Le 12 avril 2018, il suspend la Cour constitutionnelle comorienne et transfère par décret ses pouvoirs à la Cour suprême en raison du manque d'effectif de la première, avec trois membres sur les huit constitutionnellement requis. La nomination des cinq autres membres de la cour était elle-même bloquée par le président Assoumani, qui place son président en résidence surveillée. Les pouvoirs de la cour constitutionnelle consistent entre autres à superviser les élections et à en promulguer les résultats.
Seize jours après cette suspension, Assoumani annonce la tenue d'un référendum constitutionnel. Le décret présidentiel 18-026 qui l'officialise le 30 avril 2018 ne contient cependant aucun détail quant au contenu exact de la réforme annoncée, qui n'est connue que plusieurs mois plus tard. Le jour de la promulgation du décret, il annonce qu'en cas de résultat favorable la prochaine élection présidentielle, prévue pour 2021, serait avancée de deux ans.

## Objet
Les Comoriens sont amenés à répondre par oui ou par non à la question suivante, écrite en français et en arabe :     

« Approuvez-vous le projet portant révision de la Constitution du 23 décembre 2001, révisée en 2009 et en 2013 ? »

## Contenu

### Mandat présidentiel
La réforme constitutionnelle modifie le système de rotation en faisant renouveler le tour de chacune des trois îles avant de passer à la suivante, ce qui permet de facto le renouvellement d'un mandat présidentiel de manière consécutive. Les nouveaux termes d'une constitution modifiée ne s'appliquant pas de manière rétroactive, et dans le cas d'un scrutin positif suivi d'une élection présidentielle effectivement anticipée de deux ans, la réforme permettrait ainsi au président Assoumani d'allonger son mandat jusqu'en 2029 au lieu de 2021, pour peu qu'il décroche deux élections successives.

### Cour constitutionnelle
Une chambre constitutionnelle est créée au sein de la Cour suprême en lieu et place de la Cour constitutionnelle. Ce changement modifie profondément l'indépendance de cette institution, car les membres de la cour constitutionnelle sont désignés par plusieurs autorités politiques - le président de l'union, celui de l’Assemblée, et les gouverneurs. Les juges de la cour suprême étant quant à eux nommés par seul décret du président de l'Union, ce dernier détiendrait ainsi un contrôle sur l'institution chargée de la supervision des élections.

### Vice-présidents
Les trois postes de vice-présidents - un par île - sont supprimés. Ceux-ci détenaient un pouvoir de contreseing ainsi qu'un rôle dans les nominations effectuées par l’exécutif. Avec leur disparition, le président de l'union des Comores devient le seul chef de l’État et du gouvernement.

### Religion d'État
Si depuis la révision de 2009 la constitution en vigueur désigne l'islam comme religion d'État, le projet constitutionnel précise qu'il s'agit de l'islam sunnite, qu'il définit non plus comme une simple religion d'État mais comme un critère de l’identité nationale.

## Arguments en faveur
Le gouvernement comorien considère que la forme de l'État, fortement autonome, est budgétivore et disperse la chaîne des responsabilités. Cette réforme vers une direction de l'état plus unitaire permettrait d’effectuer des économies et de rendre plus claire et efficace l'action de l’exécutif.

## Contestations, critiques et boycott
Dès la suspension de la Cour constitutionnelle, des manifestations ont lieu pour en exiger le rétablissement, soutenues par la secrétaire générale de la Santé, Moinour Ahmed Saïd. Ce soutien entraîne son limogeage, ainsi que celui du directeur du quotidien d’État Al-Watwan, Ahmed Ali Amir, qui avait ouvert les colonnes du journal aux voix de l'opposition. Les manifestations sont réprimées, et leurs dirigeants placés en détention provisoire, voire pour plusieurs figures de l'opposition en résidence surveillée, tel l'ex-président Ahmed Abdallah Mohamed Sambi.
Selon le constitutionnaliste comorien Mohamed Rafsandjani, cette réforme modifie la forme et la nature de l'État, et constitue « véritablement une nouvelle constitution ». La modification de la religion d'État constituerait également un risque pour les comoriens chiites, en faisant d'eux par définition des individus « ne faisant pas partie de la communauté nationale ». Déjà persécutés pour leur religion, il y aurait désormais « un fondement juridique pour fonder la persécution ». Le président Assoumani valide ces craintes en affirmant peu avant le scrutin qu'il souhaiterait voir expulsés tous les chiites du pays.
L'opposition considère la tenue du référendum comme illégale, affirmant que celui-ci ne suit par la procédure constitutionnelle, et appelle ainsi à boycotter le scrutin.
Selon Rafsandjani, ce positionnement revient à laisser le oui l'emporter et à rentrer « dans une logique de violence » risquant de favoriser le retour de tensions séparatistes entre les îles comoriennes après plus d'une décennie de réconciliation nationale ayant suivi les accords de Fomboni en 2001. Ces tensions risqueraient de toucher en particulier l'île d'Anjouan, à qui la présidence tournante doit revenir en l'absence de changement constitutionnel, et dont la population considérerait « qu’on leur a confisqué, on leur a enlevé leur tour », favorisant une possible escalade vers la violence.

## Résultat
| Choix                     | Votes   | %     |
| ------------------------- | ------- | ----- |
| Pour                      | 155 734 | 92,34 |
| Contre                    | 12 925  | 7,66  |
|                           |         |       |
| Votes valides             | 168 659 | 89,35 |
| Votes annulés             | 11 757  | -     |
| Votes blancs et invalides | 8 334   | 10,65 |
| Total                     | 188 750 | 100   |
| Abstention                | 112 256 | 37,39 |
| Inscrits/Participation    | 301 006 | 62,71 |

| Votes Pour (92,34 %) |  | Votes Contre (7,66 %) |
| ▲                    |  |                       |
| Majorité absolue     |  |                       |

## Suites
Le vote est suivi au mois d'octobre de violents affrontements sur l'île d'Anjouan entre les forces de l'ordre et des manifestants, qui érigent des barricades et contraignent le gouvernement à déployer l'armée. Après une semaine d'affrontements à balles réelles, les autorités reprennent le contrôle de l'ensemble de l'île,.
Comme attendu, Assoumani avance la date de la présidentielle au 24 mars 2019, à laquelle il se présente. Il est réélu sans surprise avec 60,7 % des suffrages au premier tour. Tout au long de la campagne, et dès l'annonce des résultats, les opposants dénoncent une fraude généralisée.
Le 28 mars, Soilihi Mohamed est arrêté après avoir pris la tête d'un Conseil national de transition. Les violences font trois morts. Le 8 avril, celui-ci est libéré après avoir renoncé à diriger le CNT et avoir reconnu la réélection du président sortant.